# Forces maritimes finlandaises
Les Suomen merivoimat (en suédois Finländska marinen, forces maritimes finlandaises) constituent une des branches des forces de défense, de l'armée finlandaise. Elles emploient 2 300 personnes et forment chaque année 4 300 conscrits.

## La Marine actuellement
Les bateaux sont marqués du préfixe FNS pour Finnish Navy Ship.
Les forces de la marine finlandaise découpent la mer en zones :
- , Golfe de Finlande,
- Archipels de la mer (en) zone ouest
- Défense côtière ; l'île du matin fait la séparation entre les parties côtières et de mer, elle se trouve dans la municipalité de Kimito;

de plus elle dispose d'autres unités :
- la garnison de Pansio à Turku,
- l'Académie de Marine (SjöKSk) qui est à Suomenlinna une île près d'Helsinki,
- l'Institut de recherche de la Marine,
- , la Brigade d'Uusima (NylBr ou UudPr) étant une unité finlandaise suédophone ; elle est basée à Dragsvik (en), près de Ekenäs et Raseborg.

Les personnels des forces de la Marine servent, pour les appelés, entre 6 et 12 mois et comprennent 30 % de personnels féminins.

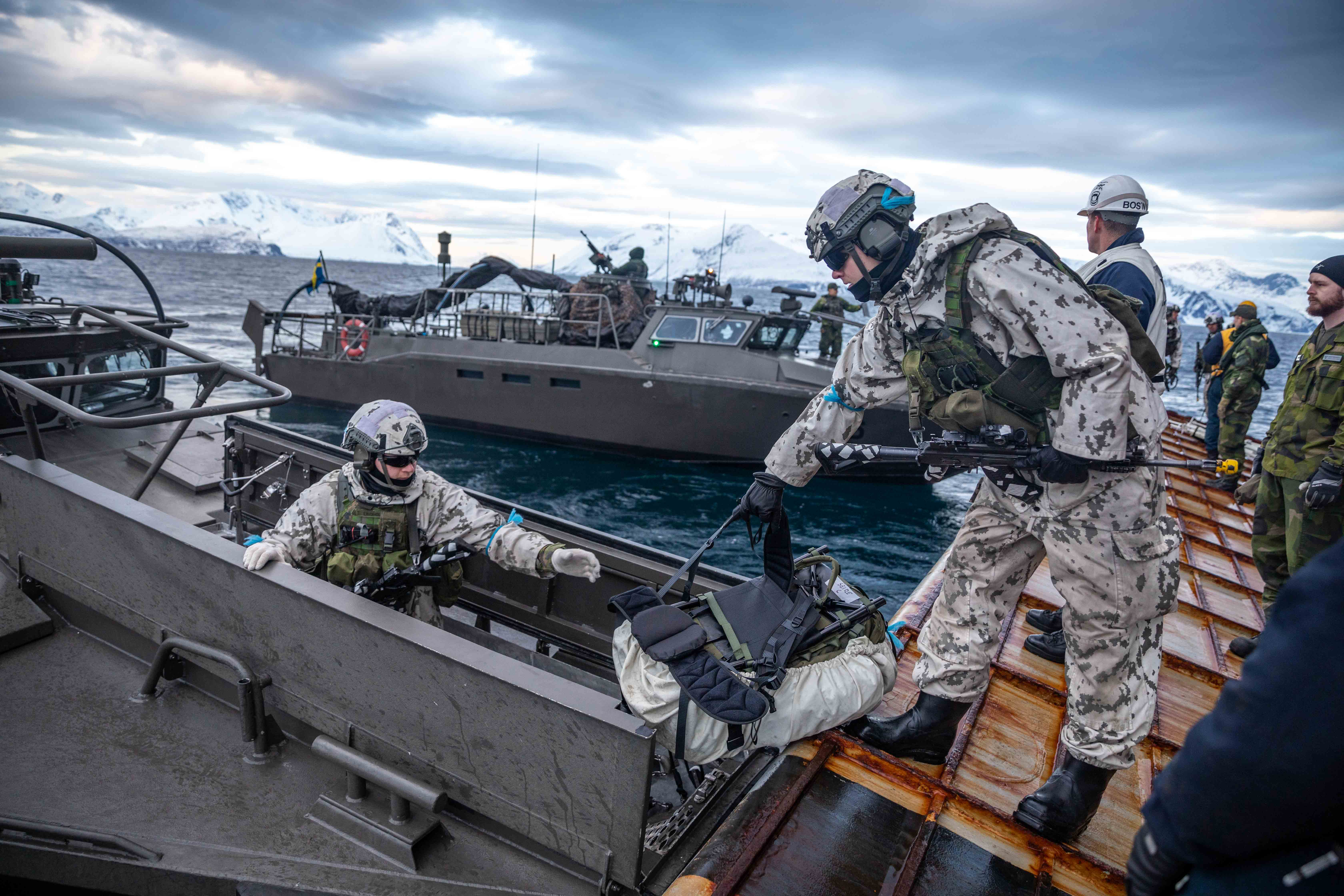
Commandos de marine lors de Steadfast Defender 24.

### La flotte

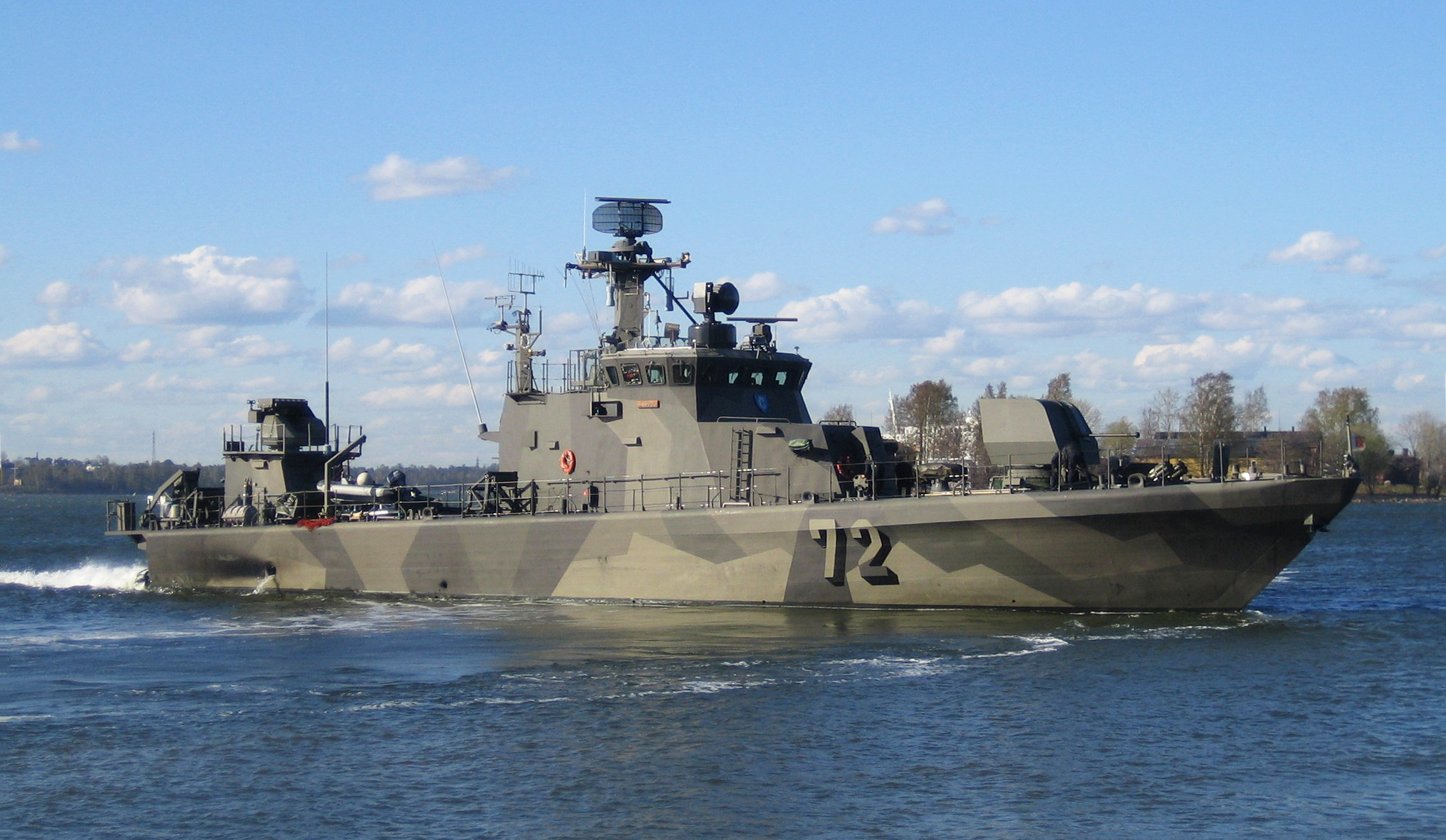
Bateau lance-missiles de classe Rauma
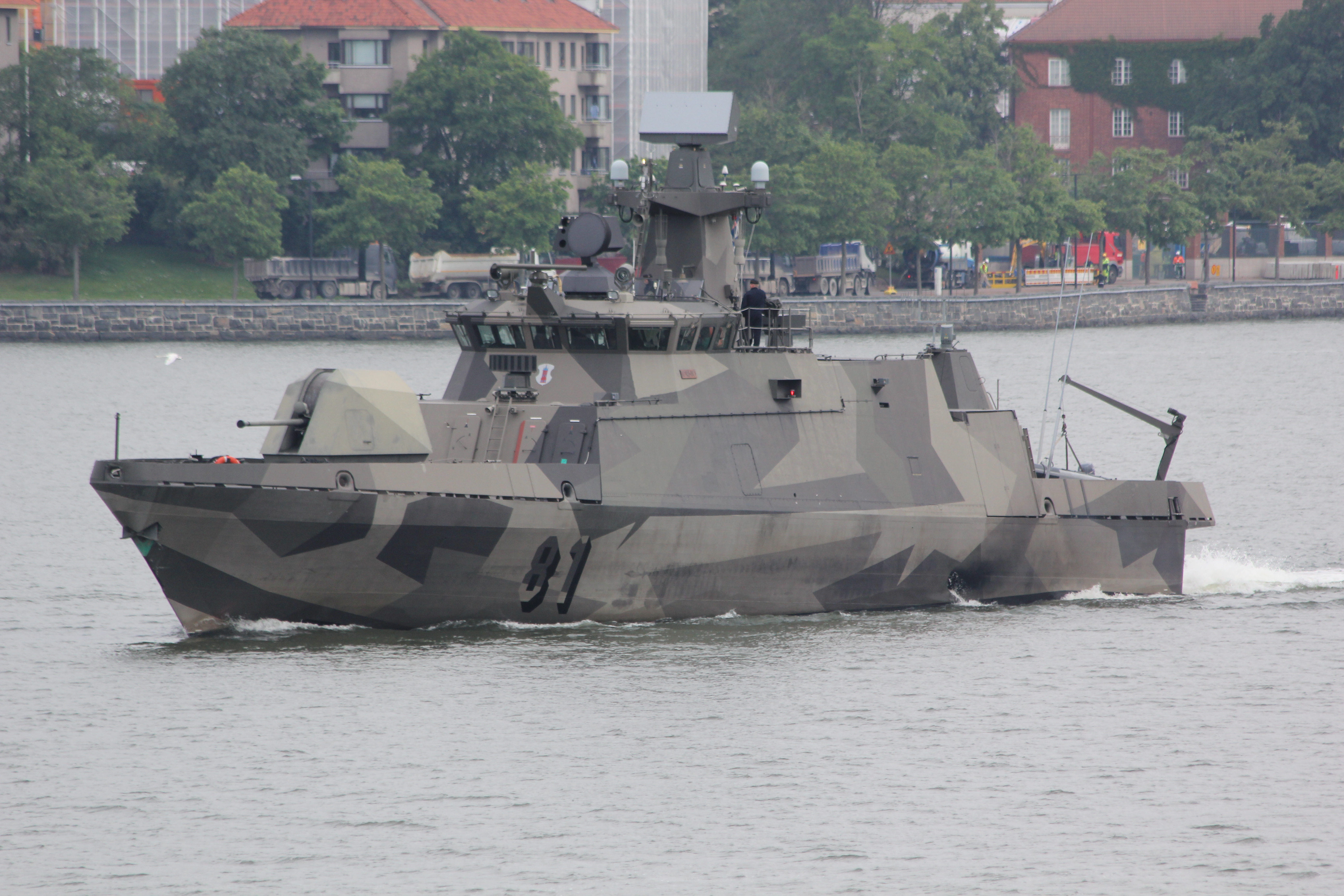
Bateau lance-missiles de Classe Hamina
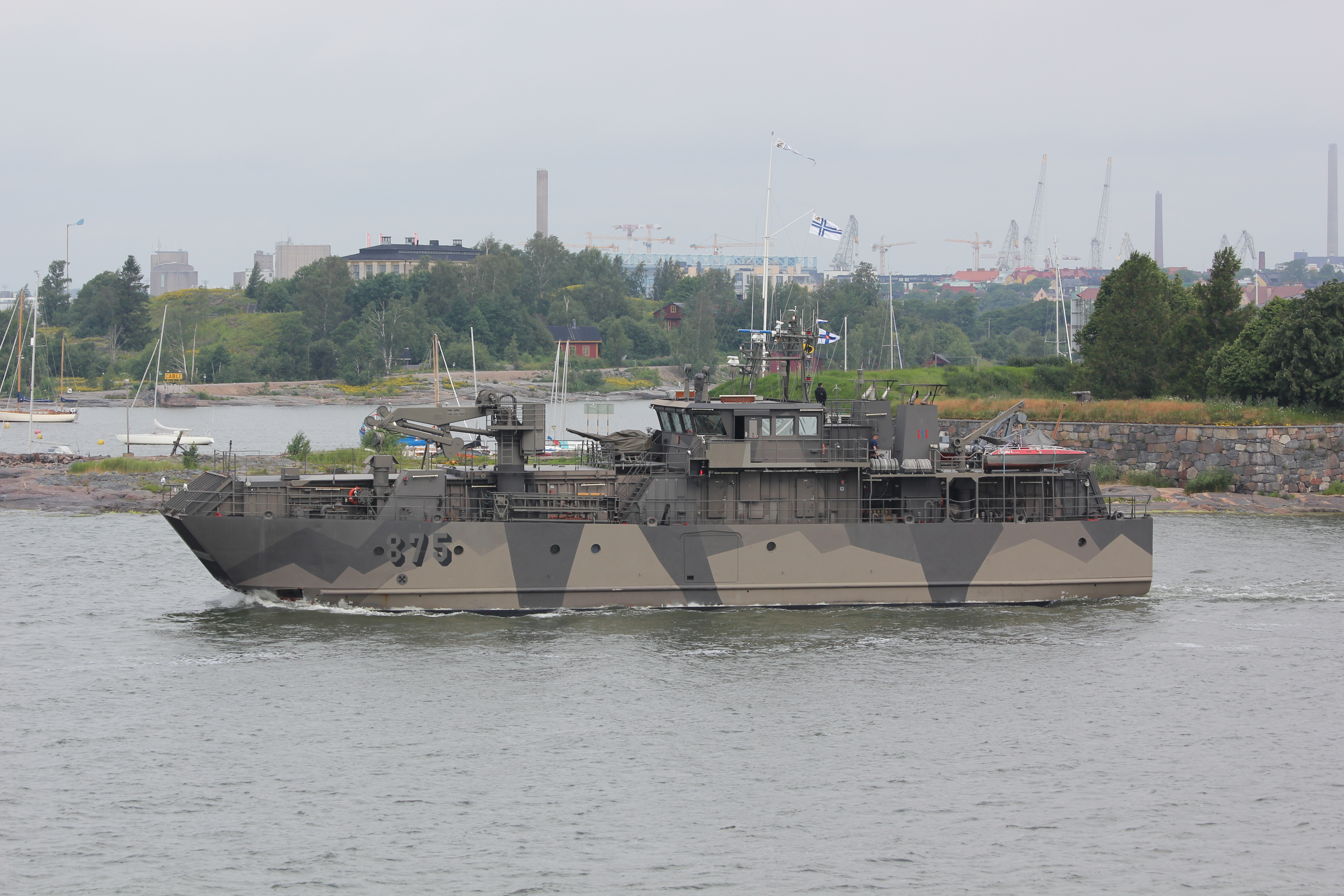
Mouilleur de mines de classe Pansio
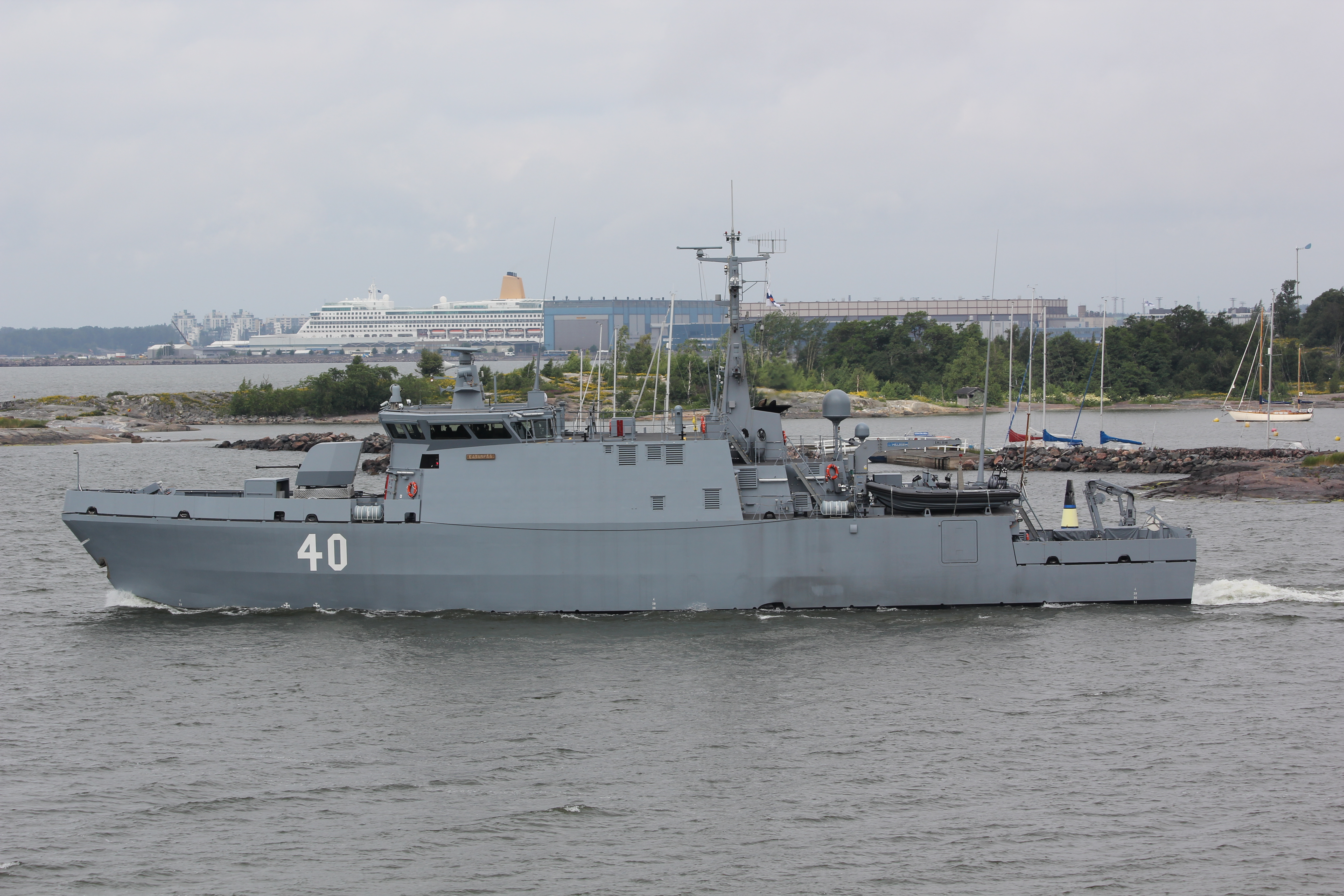
Dragueur de mines de classe Katanpää

### Grades des officiers de la marine
| Distinctions de bras |        |                       |             |               |                       |                      |                       |                        |                                    |          |                |
| Grades               | Amiral | Vice-amiral d'escadre | Vice-amiral | Contre-amiral | Capitaine de vaisseau | Capitaine de frégate | Capitaine de corvette | Lieutenant de vaisseau | Enseigne de vaisseau de 1re classe | Aspirant | Élève-officier |

### Grades des matelots de la marine
| Distinctions de bras |        |               |              |                    |  |                               |  |                              |                 |  |         |
| Grades               | Maître | Second maître | Maistrancier | Élève maistrancier |  | Quartier-maître de 1re classe |  | Quartier-maître de 2e classe | Matelot breveté |  | Matelot |